# 페리오이코이
페리오이코이(Perioikoi, 또는 Perioici, 고대 그리스어: περί‘주위의’ 고대 그리스어: οἶκος ‘집, 주거’ )는 고대 그리스 스파르타 영역에 살았던 반자유민으로, 스파르타 시민은 아니었던 집단이다. 특히 라코니아 해안 부근과 고산에 거주했다. 다른 집단과 달리 특별한 허가 없이도 자유롭게 이주할 수 있으며, 전문적인 직업을 선택할 수 있는 자유도 가지고 있었다. 페리오이코이라는 호칭은 그리스의 다른 지방에서도 거의 같은 의미로 사용되었다.

## 기원
도리아 인의 침입 이후 계곡에 거주하고 있던 아카이아 인은 헤일로타이가 되었고, 산에 있던 사람들은 페리오이코가 되었다고 하는 것이 전통적으로 통설로 되어 있다. 이와 다른 견해에 따르면, 페리오이코이의 거주는 스파르타 식민지의 특수한 형태이며, 이것은 로마의 이주와 비교할 수 있다.

## 신분
페리오이코이는 스파르타 영내에 살고 있지만 시민 신분은 아니었고, 당연히 참정권도 가지고 있지 않았다. 또한 거주지는 당연히 스파르타의 지배 하에 있는 반면, 스파르타는 군사동맹 관계에 있다는 이중성도 있었다. 아마 이 기원은 도리아에 의한 라코니아 정복 때 페리오이코이의 조상이 도리아와 사이에 조약을 주고받은 것일 것이다. 페리오이코이의 거주지는 전략적 요충지로서 전위의 역할을 맡았다고 여겨진다.
페리오이코이는 스파르타에 군복무를 할 의무가 있었다. 〈플라타이아 전투〉에서 스파르타 인과 거의 같은 약 5000명의 페리오이코이가 중장보병으로 참전했다. 펠로폰네소스 전쟁 때 완전히 자유민의 수는 감소하였고, 오히려 페리오이코이가 군의 중심이 되었다.
경제적인 측면에서 페리오이코이는 완전히 자유로웠고, 세금징수를 제외하고는 스파르타가 페리오이코이의 경제 활동을 방해하지 않았다.

## 같이 보기
- 헤일로타이